# Henri Lezec
Henri Lezec ist ein US-amerikanischer Elektroingenieur.
Lezec studierte und promovierte am Massachusetts Institute of Technology. Danach war er an den NEC Fundamental Research Laboratories in Tsukuba und war bei den Firmen Micrion und FEI Corporation in Deutschland und den USA, war am Caltech und war Forschungsdirektor des CNRS an der Universität Straßburg. Er ist Projektleiter in der Photonik- und Plasmonik-Gruppe des National Institute of Standards (NIST).
Er ist bekannt für Untersuchungen darüber, wie Plasmonen den Durchgang von Licht durch Öffnungen auf Nanoebene kontrollieren können (mit Thomas Ebbesen)  und für die Herstellung und Messung von Metamaterialien (Materialien mit negativem Brechungsindex, mit Harry Atwater).
2010 erhielt er mit Federico Capasso den Julius-Springer-Preis für angewandte Physik. 2010 wurde er Fellow der Optical Society of America.

## Schriften (Auswahl)
- mit  T. W. Ebbesen, H. Hiura, J. W. Bennett, H. F. Ghaemi, T. Thio: Electrical conductivity of individual carbon nanotubes, Nature, Band 382, 1996, S. 54
- mit T. W. Ebbesen, H. F. Ghaemi, T. Thio, P. A. Wolff: Extraordinary optical transmission through sub-wavelength hole arrays, Nature, Band 391, 1998, S. 667
- mit H. F. Ghaemi, T. W. Ebbesen u. a.: Surface plasmons enhance optical transmission through subwavelength holes, Phys. Rev. B, Band 58, 1998, S. 6779
- mit Luis Martin-Moreno, T. W. Ebbesen u. a.: Theory of extraordinary optical transmission through subwavelength hole arrays, Phys. Rev. Lett., Band 86, 2001, S. 1114
- mit A. Degiron, T. W. Ebbesen u. a.: Beaming Light from a Subwavelength Aperture, Science, Band 297, 2002, S. 820
- mit T. Thio: Diffracted Evanescent Wave Model for Enhanced and Supressed Optical Transmission through Subwavelength Hole Arrays, Optics Express, Band 12, 2004, S. 3629
- mit J. A. Dionne, H. A. Atwater:  Negative Refraction at Visible Frequencies, Science, Band 316, 2007, S.  430
- mit D. Pacifici, H. A. Atwater: All-optical Modulation by Plasmonic Excitation of CdSe Quantum Dots, Nature Photonics, Band 1, 2007, S. 402
- mit D. Pacifici, L. A. Sweatlock, R. J. Walters, H. A. Atwater: Universal Optical Transmission Features in Periodic and Quasiperiodic Hole Arrays, Optics Express, Band 16, 2008, S. 9222
- mit M. Kuttge, E. J. R. Vesseur, A. F. Koenderink, H. A. Atwater, F. J. Garcia de Abajo, A. Polman: Local density of states, spectrum, and far-field interference of surface plasmon polaritons probed by cathodoluminescence, Physical Review B, Band 79, 2009, S. 113405